# Coppa delle nazioni del Golfo 1990
La Coppa delle Nazioni del Golfo 1990, 10ª edizione del torneo, si è svolta in Kuwait dal 21 febbraio al 9 marzo 1986. È stata vinta dal Kuwait allenato da Luiz Felipe Scolari. Durante questa competizione, delle sette nazioni partecipanti, due hanno scelto di ritirarsi e sono Iraq e Arabia Saudita.

## Squadre partecipanti
- Oman
- Emirati Arabi Uniti
- Bahrein
- Kuwait (ospitante)
- Qatar
- Arabia Saudita (ritirata)
- Iraq (ritirata)

## Classifica ed incontri
| Team                | Pts | Pld | W | D | L | GF | GA | GD |
| ------------------- | --- | --- | - | - | - | -- | -- | -- |
| Kuwait              | 7   | 4   | 3 | 1 | 0 | 10 | 2  | +8 |
| Qatar               | 4   | 4   | 1 | 2 | 1 | 4  | 4  | 0  |
| Bahrein             | 4   | 4   | 1 | 2 | 1 | 1  | 1  | 0  |
| Oman                | 3   | 4   | 0 | 3 | 1 | 4  | 6  | −2 |
| Emirati Arabi Uniti | 2   | 4   | 0 | 2 | 2 | 2  | 8  | −6 |

| Madinat al-Kuwait 21 febbraio 1990                   | Kuwait    | 1 – 0 | Bahrein | Peace & Friendship Stadium |
| \| \| \| \| \| Wayil Suleiman 10’ \| Marcatori \| \| |           |       |         |                            |
|                                                      |           |       |         |                            |
| Wayil Suleiman 10’                                   | Marcatori |       |         |                            |

| Madinat al-Kuwait 22 febbraio 1990                                  | Emirati Arabi Uniti | 1 – 1            | Oman | Peace & Friendship Stadium |
| \| \| \| \| \| Fahad Khamis 58’ \| Marcatori \| 29’ Hilal Hamoud \| |                     |                  |      |                            |
|                                                                     |                     |                  |      |                            |
| Fahad Khamis 58’                                                    | Marcatori           | 29’ Hilal Hamoud |      |                            |

|  | Qatar | 0 – 0 | Bahrein | Peace & Friendship Stadium, Kuwait City |

|                                                                   | Kuwait    | 1 – 1              | Oman | Peace & Friendship Stadium, Kuwait City |
| \| \| \| \| \| Al-Hadad 60’ \| Marcatori \| 52’ Muttar Khalifa \| |           |                    |      |                                         |
|                                                                   |           |                    |      |                                         |
| Al-Hadad 60’                                                      | Marcatori | 52’ Muttar Khalifa |      |                                         |

|  | Qatar | 0 – 0 | Emirati Arabi Uniti | Peace & Friendship Stadium, Kuwait City |

|  | Bahrein | 0 – 0 | Oman | Peace & Friendship Stadium, Kuwait City |

|  | Qatar | 4 – 2 | Oman | Peace & Friendship Stadium, Kuwait City |

|  | Bahrein | 1 – 0 | Emirati Arabi Uniti | Peace & Friendship Stadium, Kuwait City |

|  | Kuwait | 2 – 0 | Qatar | Peace & Friendship Stadium, Kuwait City |

|  | Kuwait | 6 – 1 | Emirati Arabi Uniti | Peace & Friendship Stadium, Kuwait City |

Partite Annullate
|  | Iraq | 1 – 0 | Bahrein | Peace & Friendship Stadium, Kuwait City |

|                                                                     | Iraq      | 1 – 1              | Kuwait | Peace & Friendship Stadium, Kuwait City |
| \| \| \| \| \| Adid Olman 15’ \| Marcatori \| Moyid Al-Hadad 48’ \| |           |                    |        |                                         |
|                                                                     |           |                    |        |                                         |
| Adid Olman 15’                                                      | Marcatori | Moyid Al-Hadad 48’ |        |                                         |

|  | Iraq | 2 – 2 | Emirati Arabi Uniti | Peace & Friendship Stadium, Kuwait City |